# Musique tzigane
La musique tzigane désigne la musique des peuples roms d'Europe de l'Est (Hongrie, Roumanie, Bulgarie, Russie). Par son répertoire et son instrumentation, elle se différencie des musiques jouées par les gitans du sud de l'Europe (flamenco, rumba catalane, sevillanas).

## Origines et caractéristiques

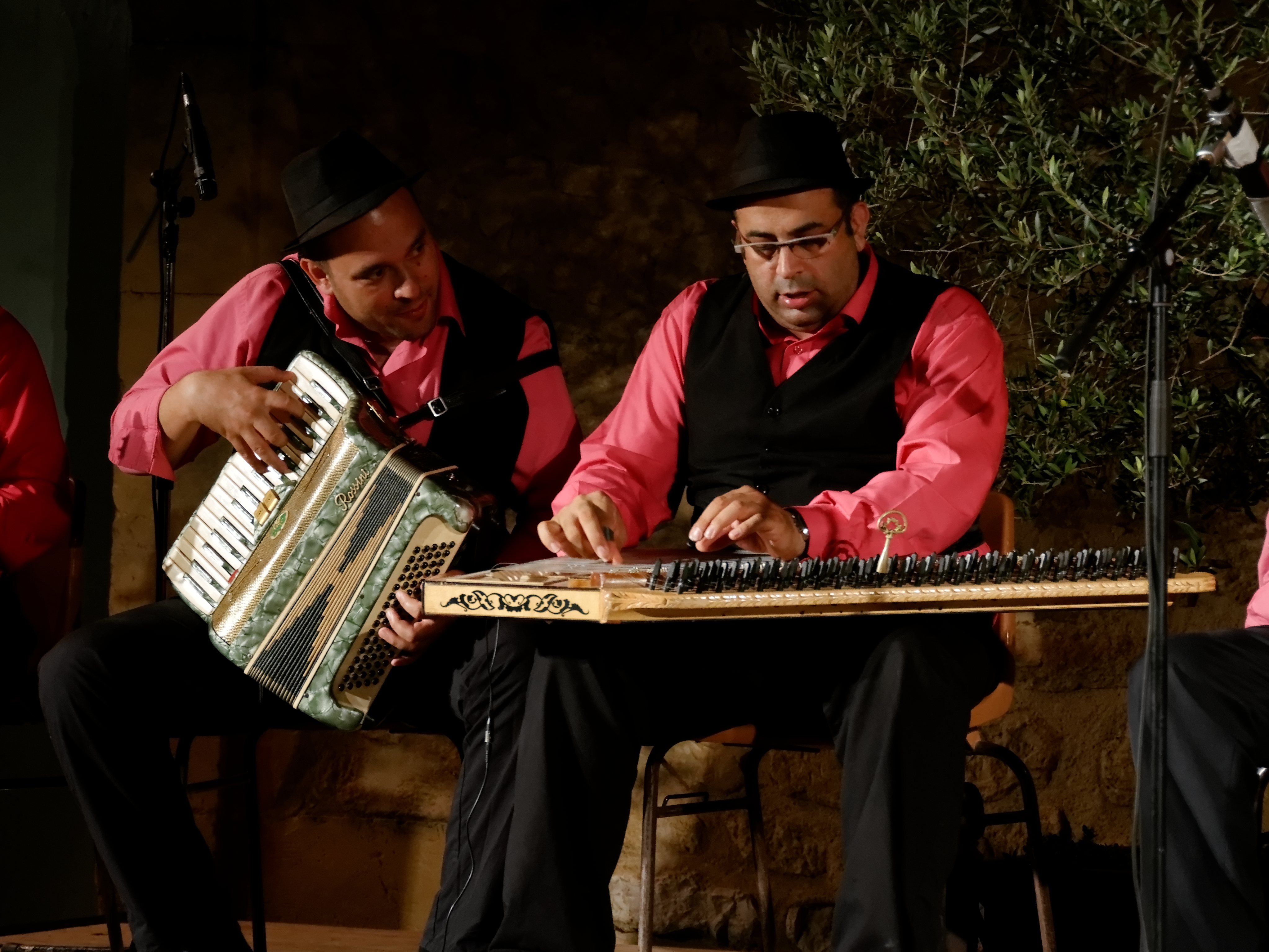
Les tsiganes de lAhırkapı Roman Orkestrası d'Istanbul : qanûn et accordéon.

Originaires du nord de l'Inde, en particulier du Rajasthan, les tribus tziganes ont émigré vers le Moyen-Orient et l'Asie centrale, avant de s'établir en Europe.
Habituellement jouée à l'occasion de fêtes ou de cérémonies, leur musique est aussi l'apanage de musiciens errants faisant la quête de ville en ville pour subsister et en vertu de leur origine ou de leur pays d'accueil, elle possède de nombreuses facettes. On retrouve cependant dans leur tradition presque toujours les mêmes instruments, comme le violon, l'accordéon, la clarinette, la guitare, la contrebasse, le cymbalum et la darbouka ou le davul, qui leur permettent de naviguer entre la musique folklorique, le jazz et la musique classique.
Les musiciens tziganes, éloignés des académies, ont développé un style de jeu qui leur est propre pour chacun des instruments qu'ils utilisent. Conjuguant vitesse d'exécution et improvisations ponctuées de trilles, certains sont de grands virtuoses comme Elek Bacsik et Roby Lakatos, violoniste renommé pour sa façon extrêmement rapide de jouer des pizzicati, ou encore l'accordéoniste Ionică Minune (en).
Souvent multi-instrumentiste et luthier amateur, le musicien tzigane est également réputé pour son vaste répertoire et sa capacité d'improvisation. Ces caractéristiques sont assez similaires à celles des musiciens d'origines juives — autres migrants — qui pratiquent la musique klezmer.
Avec leur musique traditionnelle, très présente dans la musique populaire d'Europe de l'Est (avec les Zards[Quoi ?] de Hongrie, Russie et Roumanie), ils ont influencé nombre de compositeurs de musique classique tels que Franz Liszt et Johannes Brahms, qui ont tous deux mis au jour la musique tzigane.
Leur influence a aussi été très forte en Russie où les artistes tziganes furent longtemps les favoris de la cour du Tsar. En Europe de l'Ouest, leur influence a profondément marqué le jazz manouche depuis Django Reinhardt.
Depuis 2014 et avec le soutien de l'Union européenne, le projet Music4Rom a pour but, selon Jorge Chaminé, un des fondateurs du projet, le devoir de reconnaissance de la musique et des musiciens roms et de leur apport fondamental à la musique classique, entre autres.

## Artistes
Bulgarie
- Ivo Papazov

France
- Bratsch
- Paul Toscano
- Slonovski Bal
- Balkanic Orkestar

République de Macédoine
- Esma Redžepova (1943-2016)
- Kočani Orkestar

Roumanie
- Fanfare Ciocărlia
- Georges Boulanger
- Grigoraș Dinicu
- Mahala Rai Banda
- Romica Puceanu
- Taraf de Haïdouks

Serbie
- Šaban Bajramović (1936-2008)
- Boban Marković
- Goran Bregović
- Félix Lajkó

Hongrie
- János Bihari
- Roby Lakatos
- Romano Drom
- Yoska Nemeth

## Festivals

### Gypsy Swing Festival
Le Gypsy Swing Festival fut créé en 1992 à Angers (France). Il est devenu au fil du temps, le « Festival international des musiques tziganes », une référence musicale en France comme en Europe.

### Voyage en Tziganie
Voyage en Tziganie fut créé en 2001 à Paris. Pendant huit années consécutives, ce festival a proposé au cours du mois de juin un voyage musical à travers la Tziganie, pays imaginaire au carrefour des cultures tziganes.
Dans le cadre du Cirque d'hiver Bouglione, du Bataclan, du Trianon et de bien d'autres salles à Paris, Voyage en Tziganie a offert à un public de connaisseurs et de néophytes une programmation équilibrée entre artistes de référence et nouveaux talents des scènes française et européenne.

### Gypsy Lyon Festival
Le Gypsy Lyon Festival (France)a été créé en 2010 dans le quartier de Lyon La Croix-Rousse, par l'association Les Canuts des Canits à l'occasion du 100e anniversaire de la naissance de Django Reinhardt.
Ce festival se déroule généralement sur quatre jours, fin mai de chaque année. Il a lieu en plein air et est totalement gratuit.
Les premières années, certaines soirées sont organisées sur l'Esplanade du gros caillou, accueillant jusqu'à 5 000 personnes en plein cœur de la Croix-Rousse, tandis que sur la place Bertone, le public peut atteindre un millier de personnes. Depuis 2015, les concerts du vendredi au dimanche se déroulent au Parc de la Cerisaie. Bénéficiant ainsi d'un espace plus vaste, le festival accueille désormais entre 10 000 et 12 000 personnes sur le week-end.

### Filmographie
- Les films de Tony Gatlif : de Latcho Drom à Swing, avec pour sommet Gadjo dilo.
- Les films de Kusturica.
- Luna Papa, de Bakhtiar Khudojnazarov.